# Квадрикоптер
Квадрокоптер или квадротор је тип хеликоптера или мултикоптера који има четири ротора.
Иако су квадроторски хеликоптери и конвертиплани већ дуго експериментално летели, конфигурација је остала куриозитет све до доласка модерне беспилотне летелице или дрона. Мала величина и ниска инерција дронова омогућавају употребу посебно једноставног система контроле лета, што је у великој мери повећало практичност малог квадротора у овој примени.

## Принципи дизајна
Сваки ротор производи и подизање и обртни момент око свог центра ротације, као и отпор супротно од смера лета возила.
Квадрокоптери углавном имају два ротора који се окрећу у смеру казаљке на сату (ЦВ) и два у супротном смеру (ЦЦВ). Контрола лета је обезбеђена независном варијацијом брзине, а тиме и подизања и обртног момента сваког ротора. Нагиб и превртање се контролишу променом нето центра потиска, а скретање се контролише променом нето обртног момента.
За разлику од конвенционалних хеликоптера, квадрокоптери обично немају цикличну контролу нагиба, у којој се угао лопатица динамички мења док се окрећу око главчине ротора. У првим данима лета, квадрокоптери (тада су се називали или квадротори или једноставно хеликоптери) сматрани су могућим решењем за неке од упорних проблема у вертикалном лету. Проблеми са контролом изазвани обртним моментом могу се елиминисати супротном ротацијом, а релативно кратке лопатице је много лакше конструисати. Бројни дизајни са посадом појавили су се 1920-их и 1930-их. Ова возила су била међу првим успешним возилима за вертикално полетање и слетање теже од ваздуха (ВТОЛ). Међутим, рани прототипови су патили од лоших перформанси, а каснији прототипови захтевали су превелико оптерећење пилота, због лошег повећања стабилности и ограниченог овлашћења контроле.

### Обртни момент
Ако се сва четири ротора окрећу истом угаоном брзином, при чему се два ротирају у смеру казаљке на сату и два у супротном смеру, нето обртни момент око осе скретања је нула, што значи да нема потребе за репним ротором као на конвенционалним хеликоптерима. Закретање је изазвано неусклађеним балансом у аеродинамичким моментима.
Шема реакционих момента на сваком мотору авиона квадрокоптера, због ротора који се окрећу. Ротори 1 и 3 се окрећу у једном смеру, док се ротори 2 и 4 окрећу у супротном смеру, дајући супротне обртне моменте за контролу.
Сви квадрокоптери подлежу нормалној аеродинамици роторкрафта, укључујући стање вртложног прстена.

### Механичка структура
Главне механичке компоненте су труп или оквир, четири ротора и мотори. За најбоље перформансе и најједноставније алгоритме управљања, мотори и пропелери су једнако удаљени.

### Коаксијални ротори
Да би се омогућила већа снага и стабилност при смањеној тежини, квадрокоптер, као и сваки други мултиротор, може користити коаксијалну конфигурацију ротора. У овом случају, свака рука има два мотора који раде у супротним смеровима (један окренут према горе и један према доле).

### Операције

#### Аутономни лет
Конфигурација квадрокоптера је релативно једноставна за програмирање за аутономни лет. Ово је омогућило експерименте са сложеним понашањем ројења заснованим на основном сенсингу суседних дронова.

#### Издржљивост
Најдуже време лета које је постигао квадрокоптер на батерије било је 2 сата, 31 минут и 30 секунди. Рекорд је поставио Фердинанд Кикингер из Немачке 2016. године. Приликом постављања рекорда, Кикинџер је користио литијум-јонске батерије великог капацитета са ниском брзином пражњења и лишио је небитну тежину да би смањио потрошњу снаге и продужио издржљивост.
Алтернативни извори енергије као што су водоничне горивне ћелије и хибридни гасно-електрични генератори коришћени су за драматично продужење издржљивости због повећане густине енергије и водоника и бензина.

## Историја
Први аеродин тежи од ваздуха који је полетео вертикално био је хеликоптер са четири ротора који је дизајнирао Луј Бреге. Тестиран је само у привезаном лету и на висини од неколико стопа. Године 1908. пријављено је да је летео 'неколико пута', иако су детаљи оскудни.
Етиен Оехмикен је експериментисао са дизајном роторцрафта 1920-их. Међу дизајнима које је покушао био је и Оехмикен Но. 2, који је користио четири ротора са две лопатице и осам пропелера, а све их је покретао један мотор. Угао лопатица ротора може се мењати савијањем. Пет пропелера, ротирајући у хоризонталној равни, стабилизовало је машину бочно. На носу је постављен још један пропелер за управљање. Преостали пар пропелера функционисао је као његов предњи погон. Авион је показао значајан степен стабилности и повећања тачности контроле за своје време и направио је преко хиљаду пробних летова током средине 1920-их. До 1923. био је у стању да остане у ваздуху неколико минута истовремено, а 14. априла 1924. је успоставио први икада ФАИ рекорд удаљености за хеликоптере од 360 м. Показао је способност да заврши кружни курс[, а касније је завршио први лет у затвореном кругу од 1 километра роторкрафтом.

## Тренутни развој
Бел Боеинг Куад Тилт Ротор концепт унапређује концепт фиксног квадрокоптера комбинујући га са концептом нагибног ротора за предложени војни транспорт величине Ц-130.
Ербас развија квадрокоптер на батерије који ће деловати као урбани ваздушни такси, у почетку са пилотом, али потенцијално аутономан у будућности.
За мале дронове, квадрокоптери су јефтинији и издржљивији од конвенционалних хеликоптера због њихове механичке једноставности. Њихове мање оштрице су такође корисне јер поседују мање кинетичке енергије, смањујући њихову способност да изазову штету. За мале квадрокоптере, ово чини возила сигурнијима за блиску интеракцију. Такође је могуће уградити квадрокоптере са штитницима који затварају роторе, чиме се додатно смањује могућност оштећења. Међутим, како се величина повећава, квадрокоптери са фиксним пропелером имају недостатке у односу на конвенционалне хеликоптере. Повећање величине сечива повећава њихов замах. То значи да промене у брзини сечива трају дуже, што негативно утиче на контролу. Хеликоптери немају овај проблем јер повећање величине диска ротора не утиче значајно на могућност контроле нагиба лопатица.
Због своје лакоће конструкције и контроле, квадрокоптери су популарни као пројекти аматерских модела авиона.

## Криминална активност
Током 21. века забележени су случајеви коришћења дронова квадрокоптера за криминалне активности. Због изградње зида на граници између Мексика и Сједињених Држава, неки нарко картели су прибегли коришћењу квадкоптера за шверц дроге. Међутим, дронови квадрокоптери не морају нужно само да кријумчаре дрогу преко границе, већ постоје и случајеви када се оружје и други забрањени предмети кријумчаре у затворе широм света.
Злочин квадрокоптерских дронова се такође дешава у Европи. У августу 2021. године, полицајац у Чешкој је запленио квадрокоптер који је превозио кесицу метамфетамина.